# 伊久身村
伊久身村（いくみむら）は、静岡県志太郡にあった村である。大井川中流の右岸に位置した。

## 歴史
- 1889年10月1日 - 志太郡伊久美村、身成村、笹間渡村が合併し、伊久身村として村制施行。
- 1955年1月1日 - 旧・伊久美村と旧・身成村の南部（丹原、鍋島、川口）が島田市に、旧・身成村の北部と旧・笹間渡村が榛原郡下川根村に編入。同日、伊久身村消滅。